# ستيف ويلسون (مقدم تلفزيوني)
ستيف ويلسون (بالإنجليزية: Steve Wilson)‏ هو مقدم تلفزيوني بريطاني، ولد في 1975.

## وصلات خارجية
- ستيف ويلسون على موقع IMDb (الإنجليزية)